# Sløborn
 (août 2020).
Sløborn est une série télévisée germano-danoise produite par Syrreal Entertainment, ZDF, Tobis Film et Nordisk Film. La série a été écrite par Christian Alvart, qui a agi en tant que réalisateur, scénariste, producteur et caméraman. Emily Kusche et Wotan Wilke Möhring jouent les rôles principaux. Sløborn a eu sa première télévisée avec une diffusion de quatre épisodes sur ZDFneo le 23 juillet 2020. Le même jour, la saison entière a été publiée pour la première fois dans le ZDFmediathek. Le 24 juillet, la série est sortie sur Blu-ray et DVD en Allemagne, en Autriche et en Suisse.

## Synopsis
Sløborn est une île (fictive) allemande de la mer du Nord près de la frontière avec le Danemark. Alors que les médias rapportent une maladie infectieuse à l'étranger, la grippe pigeonnière, des scènes de tous les jours s'y déroulent: Evelin Kern, 15 ans, remarque qu'elle est enceinte de son professeur Milan Gruber; ses parents veulent se séparer, en partie parce que sa mère met en œuvre un projet d'hôtel au large de Sløborn, mais son père veut travailler comme scientifique à Berlin. L'auteur bien connu Nikolai Wagner est l'un des visiteurs de l'île touristique, qui est ici à l'invitation du libraire Merit Ponz pour organiser une lecture. Wagner travaille sur un nouveau roman. Il est fauché, aux prises avec la toxicomanie et le blocage de l'écrivain. Le Danois Magnus Fisker revient à Sløborn pour diriger un projet de réhabilitation avec des mineurs qui ont commis des infractions pénales et pour les aider à réparer une propriété délabrée. Evelin défend son camarade de classe Hermann, le fils du policier local qui est intimidé par ses camarades de classe.
Lorsqu'un voilier s'échoue sur la côte de l'île, les jeunes Fiete, Louis et Ole, ainsi que Hermann, qui en publie également une vidéo, retrouvent à bord les corps d'un couple américain. Ils volent les objets de valeur et les téléphones portables du couple et quittent le bateau. Avec l'aide d'Hermann, Fiete trouve des enregistrements sur le téléphone portable qui prouvent que le couple est tombé malade et est décédé de la «grippe pigeonnière». Peu de temps après, deux des trois adolescents ont commencé à présenter des symptômes. Les deux jeunes malades arrivent à l'hôpital et l'un d'eux, Ole, meurt peu de temps après. D'autres résidents de l'île qui ont eu des contacts avec des personnes infectées sont également tombés malades. Sløborn est bouclé, des tests sanguins, l'obligation de porter des masques et un couvre-feu, qui est imposé de manière restrictive par la Bundeswehr, sont ordonnés. Une variante mutée du virus se trouve à Evelin. Son amant Gruber meurt, mais elle est apparemment immunisée malgré des symptômes bénins. Elle est donc évacuée de l'île pour des investigations complémentaires.
Elle est emmenée dans une clinique de Kiel, où elle rencontre d'autres patients qui font apparemment l'objet d'une enquête sur la fabrication d'un antidote qui entraînerait la mort du patient. Paniquée, Evelin fuit la clinique. Elle rencontre son père, qui veut l'emmener dans son laboratoire de Berlin. Elle se méfie de lui aussi, fuit sa voiture et retourne à Sløborn avec l'aide d'un bateau de pêche. Là, une résistance contre les empiétements massifs sur leurs droits fondamentaux se forme parmi les habitants de l'île. Avec Hermann Evelin découvre que l'île doit être évacuée afin d'isoler tous les cas suspects d'infection, infectés ou non, du reste de la population. Evelin soupçonne que pour les habitants de Sløborn qui n'ont pas encore été infectés, cela signifie une certaine infection et donc la mort. Pour cette raison, elle et ses frères et sœurs évacuent, tout comme Magnus Fisker et son groupe de jeunes. Fisker résiste à la Bundeswehr et est fusillé, de sorte qu'Evelin, ses frères, Nikolai Wagner, qui a terminé son roman sur l'île, et le groupe de jeunes sont les seuls restés sur l'île. Dans le bus avec lequel la mère des quatre enfants est évacuée, l'un des autres passagers présente soudainement des symptômes de maladie. Il est vrai que les malades ne sont pas isolés des sains et que cela n'était pas prévu. Le sort futur des résidents évacués n'est pas élucidé.

## Production
La série avait à l'origine le titre de travail "Slow Burn", car selon l'auteur et réalisateur Christian Alvart, l'idée derrière la série est de raconter une catastrophe au ralenti. C'est à partir de là que s'est développé le nom final de Sløborn, censé montrer la place de l'action dans la zone frontalière avec le Danemark avec la lettre «Ø». Le concept de la série a été conçu pour quatre saisons.
Le tournage a eu lieu à partir du 28 août 2019, entre autres, sur l'île de la Frise orientale de Norderney et dans la station balnéaire polonaise de Sopot. Certaines scènes ont été prises dans l'ancienne zone d'armes torpilleuses Hexengrund de la Luftwaffe Munitionsanstalt 3 / I sur le Putziger Wiek, une partie de la baie de Gdansk près de Gdynia.
En post-production de décembre 2019 à fin mai 2020, certaines références à la pandémie actuelle de coronavirus et à ses effets secondaires ont également été discutées. Par exemple, des informations sur la situation actuelle ont été indiquées telles que: «Dois-je boire du désinfectant maintenant?» Cependant, la considération de ZDF de diffuser la série à une date ultérieure en raison de la pandémie actuelle a été rejetée.

## Distribution
- Emily Kusche: Evelin Kern
- Wotan Wilke Möhring: Richard Kern
- Alexander Scheer: Nikolai Wagner
- Laura Tonke: Merit Ponz
- Roland Møller: Magnus Fisker
- Annika Kuhl: Helena Kern
- Adrian Grünewald: Hermann „Herm“ Schwarting
- Urs Rechn: Mikkel Schwarting
- Marc Benjamin: Milan Gruber
- Tim Bülow: Fiete Mansur
- Linda Stockfleth: Yvonne Precht
- Aaron Hilmer: Devid
- Lea van Acken: Ella
- Arnd Klawitter: Arne Ponz
- Yorck Dippe: Rolf Østergard
- Mads Hjulmand: Jan Fisker
- Manuel Harder: Erik
- Maximilian Brauer: Peter Kern
- Karla Nina Diedrich: Freja
- Hannah Ehrlichmann: Lucia Bachmann
- Petra Hartung: Sabine Tietze
- Anton Nürnberg: Anton
- Zoran Pingel: Lobo
- Anna-Lena Schwing: Romy Stoever
- Jens Weisser: Dr. Lange

## Liste des épisodes
Les épisodes, sans titre, sont numérotés de 1 à 8.

## Accueil critique
Le premier épisode de Sløborn a atteint 0,69 million de téléspectateurs allemands lors de sa première diffusion le 23 juillet 2020 en prime time sur ZDFneo. Cela correspondait à une part de marché de 2,4%. Les autres épisodes ont atteint une part de marché de 2,2, 1,6 et 1,5% le 23 juillet. Rétrospectivement, la gamme n'a pas été corrigée autant à la hausse dans aucun autre programme que dans la série ZDFneo. C'était jusqu'à 180 000 spectateurs plus haut - cela fait une grande différence. L'épisode le plus fort a maintenant atteint 690 000 téléspectateurs, avec d'autres épisodes juste derrière. Et vendredi, la barre du demi-million de téléspectateurs était désormais clairement dépassée. Cela a de nouveau aidé la part de marché, qui est passée à plus de 3% en fin de soirée."